# GNF 2
GNF 2 (Groupement National de Football 2) – druga klasa rozgrywkowa w piłce nożnej, skupiająca 18 drużyn Maroka. Pierwsza edycja miała miejsce w sezonie 1995/1996. Dwa najlepsze zespoły awansują do GNF 1.

## Drużyny na sezon 2008/2009
- Olympique Marrakesz
- Chabab Houara
- TAS Casablanca
- Chabab Rif Al Hoceima
- Racing Casablanca
- Ittihad Tanger
- Youssoufia Berrechid
- Union Mohammédia
- FUS Rabat
- Stade Marocain Rabat
- Renaissance Settat
- Wydad Fez
- Union Sidi Kacem
- Rachad Bernoussi
- Ittihad Fkih Ben Salah
- Wafa Wydad
- Union Témara
- CODM Meknès

## Zwycięzcy od sezonu 1995/1996
- 1995/1996: Hassania Agadir
- 1996/1997: Maghreb Fez
- 1997/1998: FUS Rabat
- 1998/1999: Renaissance Settat
- 1999/2000: Racing Casablanca
- 2000/2001: Ittihad Tanger
- 2001/2002: KAC Kénitra
- 2002/2003: Mouloudia Oujda
- 2003/2004: Olympique Safi
- 2004/2005: Moghreb Tétouan
- 2005/2006: Maghreb Fez
- 2006/2007: FUS Rabat
- 2007/2008: AS Salé
- 2008/2009: FUS Rabat
- 2009/2010: Jeunesse Tadla